# Escrita kadamba
A Escrita Kadamba (conhecida como Pré antiga Canaresa) marca o nascimento de uma escrita dedicada para escrever o sânscrito, o canarês e o telugu. É um descendente da escrita brami, um abugida visualmente próximo ao antigo alfabeto Kalinga.  Mais tarde, a escrita se tornou popular no que é hoje o estado de Goa..

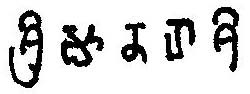
Amostra escrita Kadamba

A escrita Kadamba  é uma das mais antiga do grupo sul das escritas do sul da Ásia, evoluída da Brahmi. No século V dC, tornou-se diferente de outras variantes de Brahmi e foi usada nos estados do sul da Índia de Karnataka e Andhra Pradesh. Evoluiu para o a escrita o Telugu-Kannada (Canaresa antiga) no século X d.C. É relacionada também com a o abugida da língua cingalesa.

## História
Durante o governo da dinastia Kadamba (325 a 550), uma grande mudança na escrita Brahmi resultou na escrita Kadamba Kannada (Canaresa), as letras eram mais curtas e redondas. Durante (325 a 1000 dC), o domínio da dinastia Ganga Ocidental, nas partes sul de Karnataka, os manuscrito na escritas Canaresa foram usados de forma diferente (também conhecido como manuscrits Ganga) em decretos inscritos em pedra e inscrições em placas de cobre.
Durante os séculos VI a X, o alfabeto Telugu-Kannada se estabilizou durante o governo das dinastias Chaluquia de 500-1000 e Rastrakutas.

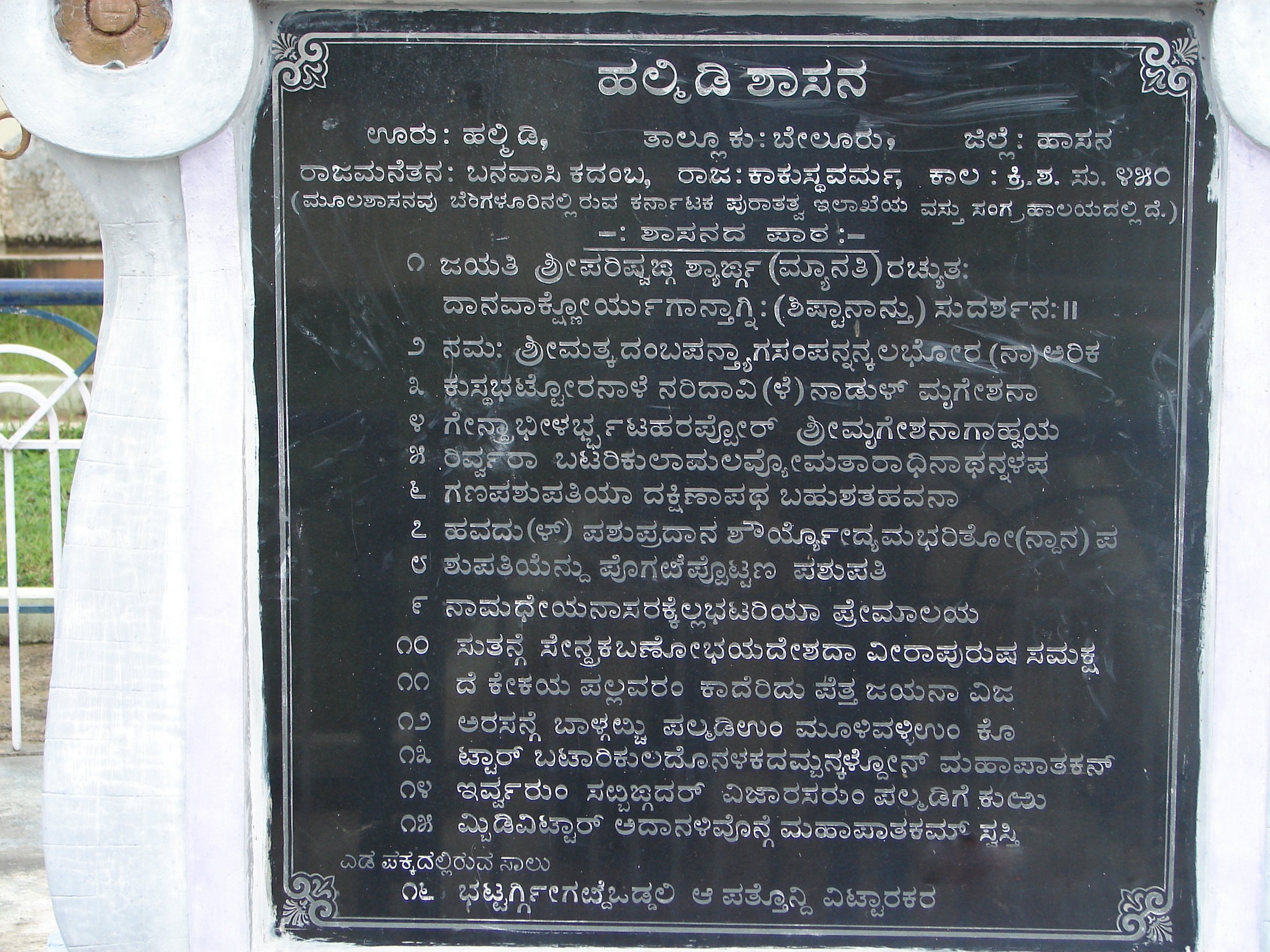
Inscrição Halmidi - Réplica

## Inscrições Kadamba
- Inscrição Gudnapur em pilar de pedra de 6 metros de comprimento, escrito em Kadamba [8]
- Inscrições de placas de cobre em escrita Kadamba (pré - Chalukya), Kadamba-Pallava e Kannada-Telugu estão disponíveis no museu de Chennai[9]
- Inscrição em Pilar Talagunda [10]